# 蕭耨斤
元妃、順聖元妃（？—1057年），萧氏，小字耨斤，辽聖宗嫔妃，辽兴宗生母，尊为皇太后、太皇太后，谥号钦哀皇后。

## 生平
萧耨斤出身于辽朝后族——契丹蕭氏中的述律氏，萧阿古只五世孙女，父亲萧和。萧耨斤面容黝黑，目露凶光。她母亲常梦金柱擎天，诸子欲上而不能；萧耨斤最後至，却与仆从都升了上去。后来，萧耨斤入宫为宫人，她曾为承天太后萧绰拂榻，获一金鸡，吞了下去，她的肤色光泽就胜於平常。太后惊异地说：“这样必有奇子！”不久，开泰五年（1016年）生兴宗耶律宗真。仁德皇后萧菩萨哥所生两子皆早夭，就把耶律宗真作为养子，待如己出。太平元年，儿子耶律宗真受封为太子。
太平元年（1021年）三月，萧耨斤生圣宗次子耶律重元。另有两女，所生长女耶律岩母为圣宗第二女，次女耶律槊古为圣宗第三女。两女出生时间不详。
萧耨斤有元妃的封号，何时所封，无从得知。《續資治通鑑長編》称順聖元妃。順聖元妃萧耨斤屡次称皇后萧菩萨哥有罪，辽圣宗未听从。又以“蕃書”投辽圣宗寝殿中，辽圣宗看到后，称：「此必元妃所為也。」命人焚毁。辽圣宗遺命，以皇后萧菩萨哥為皇太后，順聖元妃萧耨斤為皇太妃。萧耨斤藏匿了圣宗遗命。
太平十一年（1031年），丈夫辽圣宗逝世，元妃萧耨斤自立为皇太后。萧菩萨哥的弟弟萧浞卜和國舅萧匹敌被誣告謀逆。辽兴宗说，「皇后侍先帝四十年，撫育眇躬，當爲太后；今不果，反罪之，可乎？」萧耨斤说，「此人若在，恐爲後患。」辽兴宗说，「皇后無子而老，雖在，無能爲也。」萧耨斤没有听从儿子的意见，将萧菩萨哥迁于上京。
太平十一年（1031年）十二月癸丑，皇太后萧耨斤听政（摄政）。追封曾祖为兰陵郡王，父萧和为齐国王，诸弟皆封王，即使相比汉五侯也不为过。重熙元年（1032年）春，萧耨斤怕儿子辽兴宗对嫡母蕭菩薩哥“懷鞠育恩”，派人害死了萧菩萨哥。同年十一月已卯，尊萧耨斤為法天應運仁德章聖皇太后。此前，已以萧耨斤的生辰为应圣节。
重熙三年（1034年），萧耨斤秘密召诸弟商议，欲立少子耶律重元为皇帝，耶律重元以母亲所谋告知皇帝哥哥。兴宗收太后符玺，迁太后于庆州七括宫。重熙六年（1037年）秋，兴宗后悔，亲自奉迎回，侍养得更加孝谨。萧耨斤却经常不高兴。重熙二十三年（1054年），上尊号为仁慈聖善欽孝廣德安靜貞純懿和寬厚崇覺儀天皇太后。兴宗驾崩，萧耨斤没有伤心的表情。见儿媳崇圣皇后萧挞里悲泣如礼，对她说：“汝还年轻，何必哀痛如此！”
清宁元年（1055年），尊为太皇太后。清宁三年（1057年）十二月廿七己巳，太皇太后驾崩，第二年五月初一庚午朔，上谥号钦哀皇后。五月初四癸酉，葬庆陵。西夏、高丽遣使来会。

## 备注
1. ↑  因开泰元年（1012年），已册封皇女八人'"`UNIQ--ref-00000003-QINU`"'，萧耨斤两个女儿的生年或在开泰元年（1012年）之前。另一种解释，耶律岩母、耶律槊古和长女耶律燕哥因皆是皇后所生，所以排序靠前。